# Olaf Ørvig
Olaf Ørvig (* 26. November 1889 in Kragerø; † 25. Juni 1939 in Bergen) war ein norwegischer Segler.

## Erfolge
Olaf Ørvig, der für den Bergens Seilforening segelte, wurde 1920 in Antwerpen bei den Olympischen Spielen in der 12-Meter-Klasse nach der International Rule von 1919 Olympiasieger. Er war Eigner und Crewmitglied der Heira II, die als einziges Boot seiner Klasse teilnahm. Der Heira II genügte mangels Konkurrenz in zwei Wettfahrten jeweils das Erreichen des Ziels zum Gewinn der Goldmedaille. Zur Crew gehörten zudem neben Arthur Allers, Martin Borthen, Kaspar Hassel, Egill Reimers, Christen Wiese auch Ørvigs Brüder Thor und Erik Ørvig. Skipper der Heira II war Johan Friele.
Ørvig war Manager bei der Versicherungsgesellschaft Poseidon und wurde deren Büroleiter am Standort Bergen. Ab 1914 war er Eigner einer Reederei, die seinen Namen trug.